# Tsuyuharai

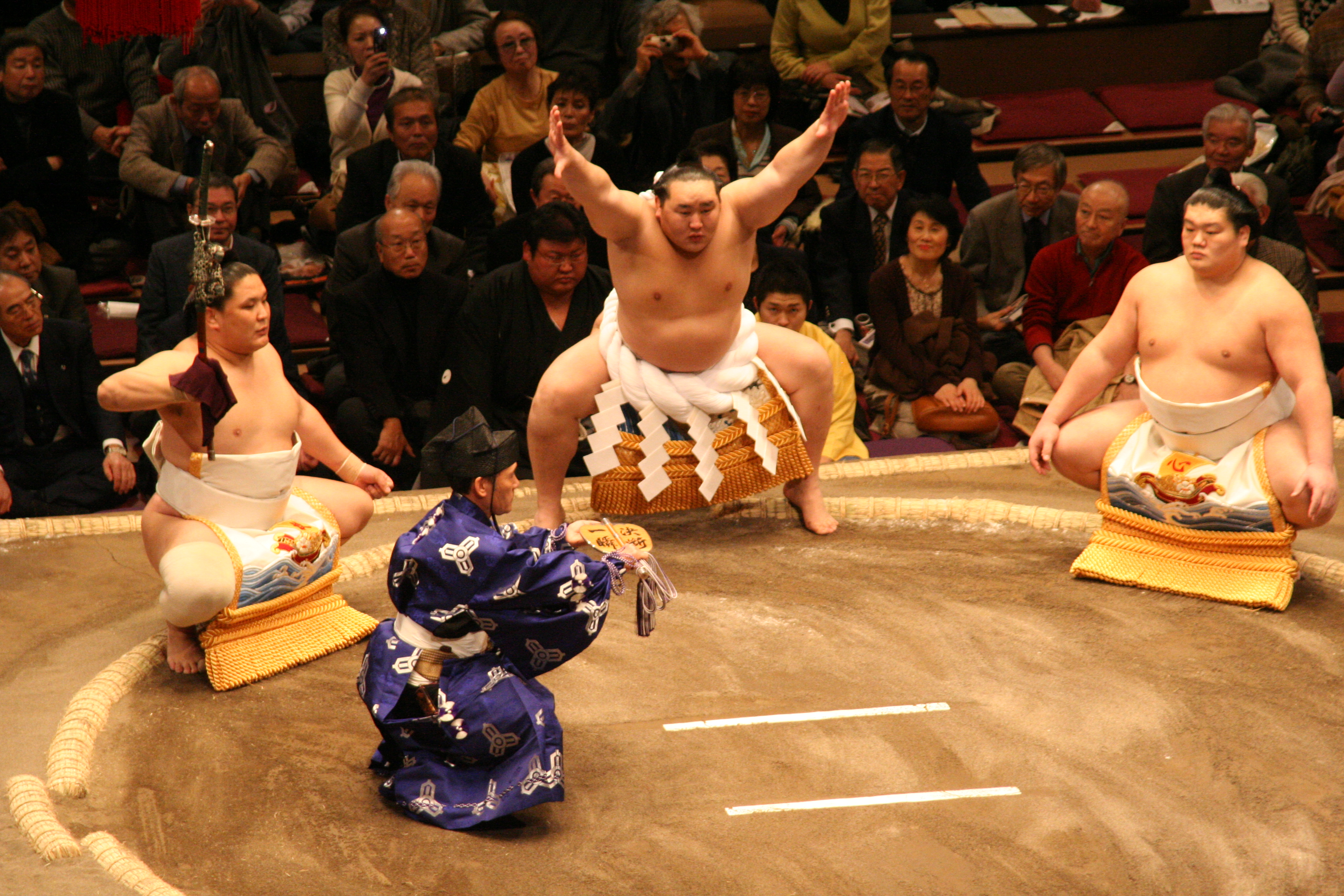
Hokutōriki (derecha) fungiendo como tsuyuharai durante el dohyō-iri del yokozuna Asashōryū en enero de 2008.

En el sumo profesional, el tsuyuharai (japonés: 露払い, literalmente "barredor de rocío") es uno de los asistentes que acompañan al yokozuna durante su dohyō-iri o ceremonia de entrada al ring. El otro asistente es llamado, el tachimochi.
Originalmente, la palabra tsuyuharai no formaba parte del mundo del sumo, si no que era más bien un término general utilizado para describir a una persona encargada de realizar varias tareas cuando un noble se mudaba. En el pasado, era común que las personas viajasen a través de los campos en donde había mucha vegetación frondosa, por lo que la tarea del luchador con el rol de tsuyuharai era ir delante del grupo removiendo el rocío de las plantas con sus manos para evitar que los demás se mojasen.
Durante la ceremonia, el tsuyuharai precede al yokozuna mientras se dirige al ring. Este usualmente irá detrás del gyōji encargado de liderar a los tres luchadores, o rikishi, hacia el dohyō. Mientras el yokozuna realiza su ceremonia, este se ubicará en su lado izquierdo agachado. Después de que el yokozuna haya completado su danza ceremonial, el tsuyuharai lo precederá nuevamente mientras salen del dohyō.
El tsuyuharai deber ser obligatoriamente un luchador (o rikishi) clasificado en la división makuuchi y, de ser posible, debe pertenecer al mismo establo (o heya) del yokozuna al cual precede. Si no hay prospectos apropiados dentro del mismo establo, entonces el tsuyuharai normalmente provendrá de otro establo aliado (perteneciente al mismo grupo o clan de establos llamados ichimon). El tsuyuharai es siempre el luchador de bajo rango entre los dos asistentes.

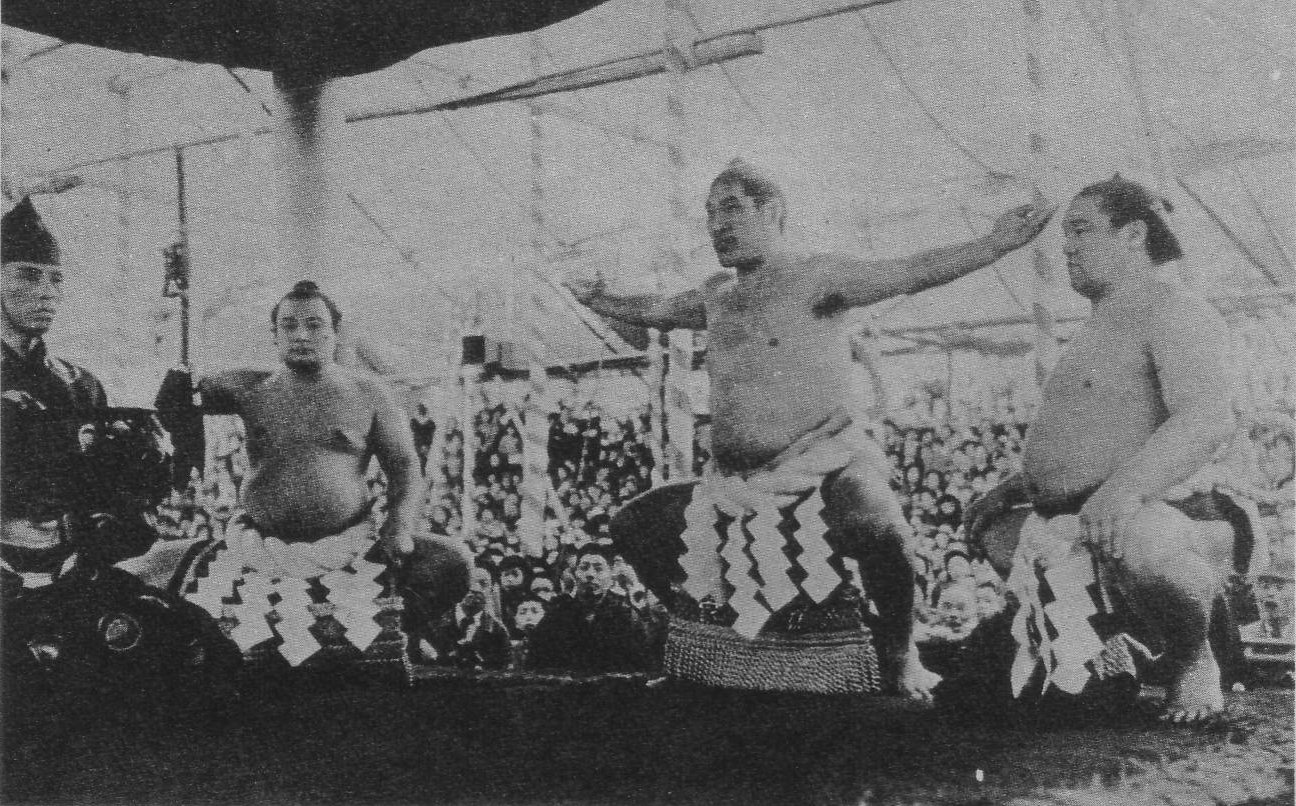
Un ejemplo de un yokozuna fungiendo como tsuyuharai en la ceremonia de retiro de Minanogawa, realizada en el Santuario Yasukuni en 1942.

Los tres luchadores utilizarán un set de keshō-mawashi idénticos, pertenecientes al yokozuna en cuestión, y, dado que la ceremonia es realizada directamente después de la ceremonia de entrada de los luchadores del makuuchi, esto significa que el tsuyuharai también utilizará el keshō-mawashi del yokozuna durante su ceremonia de entrada.
Un luchador el cual haya sido emparejado para combatir contra el yokozuna durante un día en particular de un honbasho (o torneo) no fungirá como su tsuyuharai.
En circunstancias normales, el tsuyuharai nunca será otro yokozuna u ōzeki. Un ōzeki solo podrá fungir como tsuyuharai durante la primer dohyō-iri de un luchador, realizado en el Santuario Meiji en la ciudad de Tokio. Un yokozuna, usualmente, solo asumirá este rol durante la ceremonia de retiro de otro yokozuna, o en algún evento especial después de que otro yokozuna haya anunciado su retiro, pero después de la ceremonia final.